# 阜南路
阜南路，安徽省合肥市老城区的一条东西向干道，得名自阜南县。道路东起宿州路接逍遥津公园南侧的吴山巷，西至寿春路与清溪东路交口。沿路有合肥市人事考试综合服务中心、合肥广播电视大学、合肥市体育局、合肥综合体育馆、合肥市城乡建设局、合肥市第六中学北区、合肥市六安路小学阜南路校区、合肥工业大学六安路校区、安徽省证券期货业协会、国家税务总局安徽省税务局第三税务分局等。

## 轨道交通
- █ 5号线：杏花公园站